# Cellio
Cellio (piemontiul: Cèj) település Olaszországban, Vercelli megyében. Lakosainak száma 824 fő (2018. január 1.). Cellio Borgosesia, Breia, Madonna del Sasso, Quarona és Valduggia községekkel határos.

## Népesség
A település népességének változása:

| 2017 | 826 |
| 2018 | 824 |